# Hofstadt (Herzogenrath)

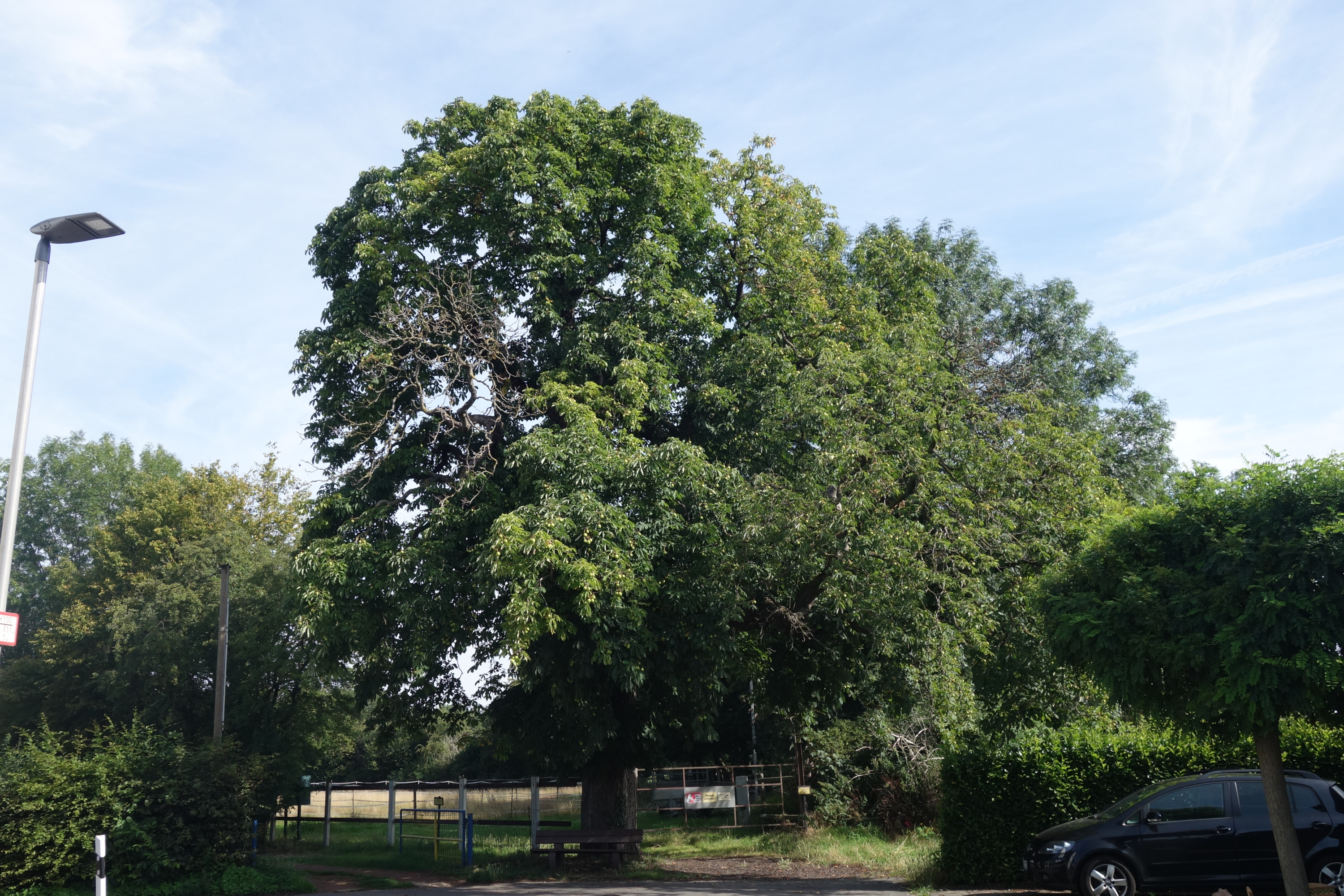
Naturdenkmal Rosskastanie am Ende der Bennostraße

Hofstadt ist ein Ortsteil der Stadt Herzogenrath, in der Städteregion Aachen in Nordrhein-Westfalen.

## Lage
Hofstadt liegt im Tal der Wurm im Osten des Naturschutzgebietes Braunkohleabgrabung Otilie. Die Wurm, welche etwas westlich von Hofstadt verläuft, bildet die Staatsgrenze zwischen Deutschland und den Niederlanden. Nachbarorte sind im Norden Rimburg und Palenberg, im Osten Herbach und Plitschard und im Süden Merkstein.

## Allgemeines

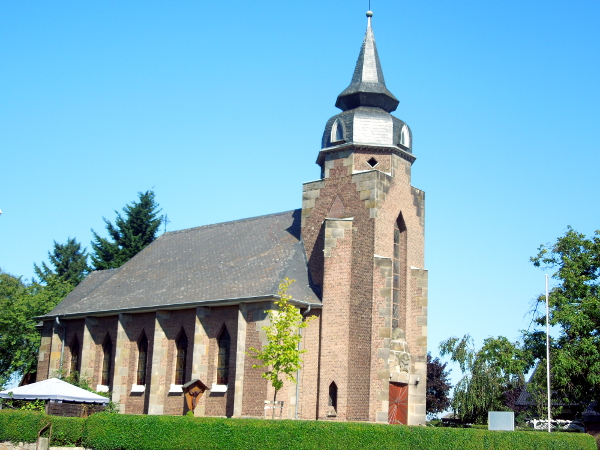
Die Kirche St. Benno

Hofstadt ist ein ländlich geprägter Ort und wird von Feldern umgeben. Das Ortsbild wird von der katholischen Kirche St. Benno geprägt, die in den 1920er Jahren erbaut wurde.

## Verkehr
Die AVV-Buslinien HZ1 und HZ3 der ASEAG verbinden den Ort mit Merkstein und Herzogenrath.
| Linie | Verlauf                                                                                           |
| ----- | ------------------------------------------------------------------------------------------------- |
| HZ1   | (Herzogenrath Schulzentrum –) Herzogenrath Bf – (Merkstein Hauptstr. –) Worm – Wildnis – Hofstadt |
| HZ3   | (Herzogenrath Schulzentrum –) Herzogenrath Bf – Merkstein – Plitschard – Herbach – Hofstadt       |

## Vereine
- St. Benno Schützenbruderschaft Herzogenrath-Hofstadt 1898 e.V.